# Договір про дружбу, співробітництво та взаємну допомогу між СРСР і Фінляндією
Договір про дружбу, співробітництво та взаємну допомогу між Союзом Радянських Соціалістичних Республік і Фінляндською Республікою (фін. Sopimus ystävyydestä, yhteistoiminnasta ja keskinäisestä avunannosta; швед. Vänskaps-, samarbets- och biståndsavtalet; рос. Договор о дружбе, сотрудничестве и взаимной помощи между СССР и Финляндией) також відомий як Договір YYA від фінської Ystävyys-, yhteistyö- ja avunantosopimus (YYA-sopimus) шведська: Vänskaps-, samarbets- och biståndsavtalet (VSB-avtalet))) — документ, що був основою для фінно-радянських відносин з 1948 по 1992 рік. Документ був головним інструментом реалізації фінської політики відмої під назвою доктрина Паасіківі – Кекконен.
Договір з Фінляндією було підписано 6 квітня 1948 року. До цього, аналогічні угоди були досягнуті з Угорщиною і Румунією, таким чином, Фінляндія стала останньою з трьох країн, які межували з Радянським Союзом і воювали проти Радянського Союзу на стороні націонал-соціалістичної Німеччини.
Згідно зі статтею 8, дія договору поширювалося на 10 років з дня набрання ним чинності. Однак оскільки договір задовольняв інтересам сторін, його дія тричі продовжувалася на 20-річний термін: у 1955, 1970 і 1983 роках.
Ключовим положенням договору стало встановлення військової кооперації між двома країнами на випадок «військової агресії з боку Німеччини або будь-якої союзної з нею держави» (стаття 1). При цьому, Фінляндія зберігала певний суверенітет у питаннях оборони, оскільки спільні військові дії здійснювалися б лише після двосторонніх консультацій (стаття 2). Фінляндія, «вірна своєму обов'язку самостійної держави», повинна була зберігати нейтралітет і недоторканність своєї території на суші, на морі і в повітрі. У зв'язку з цим, Радянський Союз гарантував відсутність військової загрози з боку Фінляндії, де потенційно могли бути розміщені військові бази країн Заходу.
Також кожна зі сторін взяла на себе зобов'язання не укладати будь-яких союзів або брати участь в коаліціях, спрямованих проти іншої сторони (стаття 4).